# سید محمدطاها طباطبایی
سید محمدطاها طباطبایی بافقی (زاده ۱۲ اردیبهشت ۱۳۸۱) بازیکن فوتبال اهل ایران است که در پست مهاجم برای باشگاه خیبر خرم‌آباد در لیگ برتر خلیج فارس بازی می‌کند.

## زندگی شخصی
سید محمدطاها طباطبایی در دانشگاه تهران تحصیل میکند و در کنکور کارشناسی ارشد رشته تربیت بدنی در سال ۱۴۰۴، گرایش مدیریت، موفق به کسب رتبه یک کنکور شد.

## دوران باشگاهی

### سایپا
وی از اکادمی باشگاه فوتبال سایپا به تیم بزرگسالان تیم رسید.

### خیبر
او با عقد قراردادی به باشگاه فوتبال خیبر خرم آباد پیوست.